# Kristoff St. John
Kristoff St. John (New York, 15 luglio 1966 – San Fernando Valley, 3 febbraio 2019) è stato un attore statunitense.
Già noto come attore bambino negli anni settanta, ha una lunga ed ininterrotta carriera alla televisione, dove è ricordato  soprattutto come interprete, dal 1991 al 2019, del ruolo di Neil Winters nella soap opera della CBS Febbre d'amore (The Young and the Restless), che gli è valsa due Emmy Awards e dieci NAACP Image Awards.

## Biografia
Kristoff St. John nasce nel 1966 a New York. Trascorre la sua infanzia a Bridgeport in Connecticut e quindi a Los Angeles in California. Sia il padre, Christopher St. John che la madre lavoravano nel mondo dello spettacolo.
Come attore bambino Kristoff St. John fa il suo debutto televisivo ad otto anni in un episodio della serie That's My Mama (1975). Ha quindi un ruolo ricorrente nella serie Big John, Little John, trasmessa su NBC nel 1976-77. Partecipa ad episodi di altre serie, da Happy Days nel 1976 a Wonder Woman nel 1977.  Si segnala soprattutto come interprete del giovane Alex Haley nella miniserie della ABC Radici - Le nuove generazioni (Roots: The Next Generations, 1979) e quindi nel cast principale della serie La gang degli orsi (The Bad News Bears, 1979-80).
Rispetto alle generazioni precedenti, la televisione offre ora più possibilità di lavoro a giovani attori afroamericani. Nel caso di St. John, la transizione da attore bambino a ruoli di giovane adulto avviene così senza interruzione negli anni ottanta. Oltre a partecipare a film (Sister, Sister, 1982; Finish Line, 1989) ed episodi televisivi (I Robinson, 1984; Tutti al college, 1988), egli appare nel cast principale di due serie, Charlie & Co. (1985-86) e Generations (1989-91), che tra le prime sit-com familiari con un cast interamente afroamericano lo impongono all'attenzione del pubblico e della critica come uno dei giovani attori emergenti del periodo.
Nel 1991 St. John trova il successo nel ruolo di Neil Winters in Febbre d'amore (The Young and the Restless), vincendo nel 1992 il Daytime Emmy Award come miglior giovane attore in una serie drammatica. Sarà questo solo il primo di una lunga serie di riconoscimenti per il suo ruolo, per il quale collezionerà ben dieci NAACP Image Awards e un altro Emmy Award nel 2008. St. John interpreta il personaggio per ben 25 anni; mai nessun attore afroamericano era apparso così a lungo in una serie televisiva.
Nel contempo Kristoff partecipa come ospite in numerose altre serie televisive, talora intervenendovi nel ruolo di se stesso (Tutti odiano Chris, 2009).
Gli ultimi anni di vita di St. John sono segnati da tragici eventi. Nel 2014 suo figlio Julian muore suicida dopo una lunga malattia mentale. Ciò provoca nell'attore stesso seri problemi depressivi e una dipendenza all'alcool che ne minano inesorabilmente la salute.
L'ultima apparizione di Kristoff come Neil Winters andò in onda il 6 febbraio 2019. Kristoff era deceduto solo pochi giorni prima. Con lui muore anche il suo personaggio. Il suo posto non sarà preso nella serie da alcun altro attore. Alla fine di aprile, al pubblico fu rivelato che Neil (così come il suo interprete) era morto di infarto.

## Filmografia parziale
- That's My Mama – serie TV, un episodio (1975)
- Happy Days – serie TV, episodio 3x18 (1976)
- Big John, Little John – serie TV, 12 episodi (1976-1977)
- Wonder Woman – serie TV, un episodio (1977)
- Radici - Le nuove generazioni (Roots: The Next Generations) – miniserie TV, 26 episodi (1979)
- La gang degli orsi (The Bad News Bears) – serie TV, 26 episodi (1979-1980)
- Sister, Sister, regia di John Berry – film TV (1982)
- I Robinson (The Cosby Show) – serie TV, un episodio (1984)
- Charlie & Co. – serie TV, 18 episodi (1985-1986)
- Tutti al college (A Different World) – serie TV, un episodio (1988)
- Generations – serie TV, 208 episodi (1989-1991)
- Finish Line, regia di John Nicolella – film TV (1989)
- Febbre d'amore (The Young and the Restless) – soap opera, 1.781 puntate (1991-2019)
- Mr. Cooper (Hangin' with Mr. Cooper) – serie TV, 6 episodi (1995)
- Martin – serie TV, un episodio (1996)
- The Crew – serie TV, due episodi (1996)
- The Jamie Foxx Show – serie TV, un episodio (1997)
- Living Single – serie TV, un episodio (1997)
- La tata (The Nanny) – serie TV, un episodio (1997)
- Otto sotto un tetto (Family Matters) – serie TV, un episodio (1988)
- Trois 2: Una relazione ambigua (Trois 2: Pandora's Box), regia di Rob Hardy – film TV (2002)
- Carpool Guy, regia di Corbin Bernsen – film TV (2005)
- Spiritual Warriors, regia di David Raynr – film TV (2007)
- Tutti odiano Chris (Everybody Hates Chris) – serie TV, un episodio (2009)
- 20 Ft Below: The Darkness Descending, regia di Marc Clebanoff – film TV (2013)
- Marry Us for Christmas , regia di Drew Powell – film TV (2014)
- A Baby for Christmas, regia di Rhonda Baraka – film TV (2015)
- A Christmas Cruise, regia di David DeCoteau – film TV (2017)
- Home Is Where The Killer Is, regia di Kaila York – film TV (2019)

## Doppiatori italiani
Nelle versioni in italiano delle opere in cui ha recitato, Kristoff St. John è stato doppiato da:
- Riccardo Rossi in Radici - Le nuove generazioni
- Vittorio De Angelis in Febbre d'amore (1ª edizione)
- Alberto Sette in Febbre d'amore (2ª edizione)
- Antonio Sanna in Trois 2: Una relazione ambigua